# FASM
FASM (Flat Assembler) è un compilatore assembler gratuito per le architetture IA-32 e x86-64. Il progetto venne iniziato da uno studente polacco, Tomasz Grysztar, nel 1995, non pubblico su nome ASM32.
FASM è scritto in linguaggio assembly, ed è stato in grado di auto-compilarsi già dalla versione 0.90 (4 maggio 1999). La prima release pubblica venne annunciata il 15 marzo 2000. È conosciuto per la sua grande velocità, ottimizzazione delle dimensioni, capacità di utilizzare macro complesse, e per la comunità sviluppatasi online attorno al forum. Tuttavia, (quasi) non utilizza opzioni da riga di comando.
Binari e sorgenti sono disponibili per Linux, Windows, DOS, Unix/libc, DexOS e MenuetOS. Tutte le versioni di FASM possono produrre tutti i seguenti formati: binari, oggetti ELF o COFF (classici o MS), o eseguibili in formato MZ, ELF o PE.

## Altri compilatori assembler
- GoASM
- MASM
- NASM e YASM
- TASM
- High Level Assembly
- RosASM
- GAS
- Visual Assembler